# Distrito Escolar Independiente del Condado de Ector
El Distrito Escolar Independiente del Condado de Ector (Ector County Independent School District, ECISD) es el distrito escolar del Condado de Ector, Texas. Tiene su sede en Odessa. El consejo escolar tiene un presidente, un vicepresidente, un secretario, y cuatro miembros.

## Escuelas
Escuelas secundarias:
- Odessa High School
- Permian High School
  - Véase también: Friday Night Lights
- Career Center